# Condé-sur-Noireau
Condé-sur-Noireau ist eine Ortschaft und eine ehemalige französische Gemeinde mit 4.211 Einwohnern (Stand: 1. Januar 2022) im Département Calvados in der Region Normandie. Sie gehörte zum Arrondissement Vire.
Mit Wirkung vom 1. Januar 2016 wurden die bisherigen Gemeinden Condé-sur-Noireau, La Chapelle-Engerbold, Lénault, Proussy, Saint-Germain-du-Crioult und Saint-Pierre-la-Vieille zu einer Commune nouvelle mit dem Namen Condé-en-Normandie zusammengeschlossen und haben in der neuen Gemeinde den Status einer Commune déléguée. Der Verwaltungssitz befindet sich im Ort Condé-sur-Noireau.

## Geografie
Condé-sur-Noireau liegt etwa auf halber Strecke zwischen Vire Normandie und Falaise. Das im Département Orne gelegene Flers befindet sich etwa zwölf Kilometer südlich.

## Geschichte
Im Zweiten Weltkrieg wurde das von Deutschen besetze Condé-sur-Noireau am 6. und 7. Juni 1944 von der alliierten Luftwaffe bombardiert. Es gab 250 Tote. Am 17. August 1944 wurde der Ort durch britisch-kanadische Truppen von der deutschen Besatzung befreit. Die Bausubstanz war zu 70 % zerstört.

## Bevölkerungsentwicklung
| Jahr                              | 1793 | 1836 | 1876 | 1926 | 1946 | 1968 | 1990 | 2013 |
| Einwohner                         | 4327 | 6449 | 7350 | 4937 | 3358 | 6568 | 6309 | 5244 |
| Quellen: Cassini, EHESS und INSEE |      |      |      |      |      |      |      |      |

## Sehenswürdigkeiten
- Kirche Saint-Martin, zum Teil aus dem 11. Jahrhundert
- Kirche Saint-Sauveur aus dem 20. Jahrhundert
- Kalvarienberg
- Herrenhäuser
- Hôtel de Dieu
- Museum Charles Léandre
- Kapelle Saint-Jacques

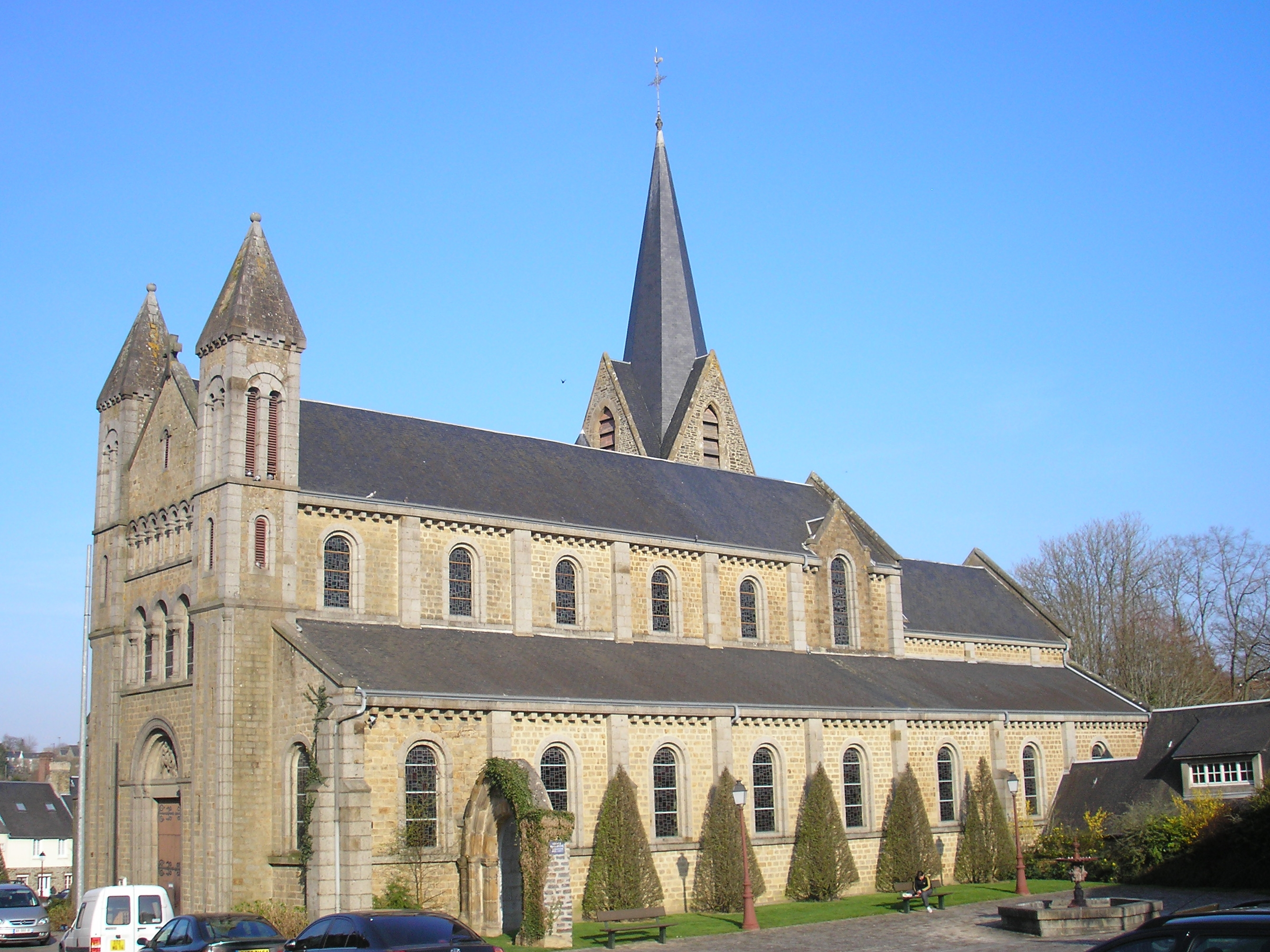
Kirche Saint-Martin
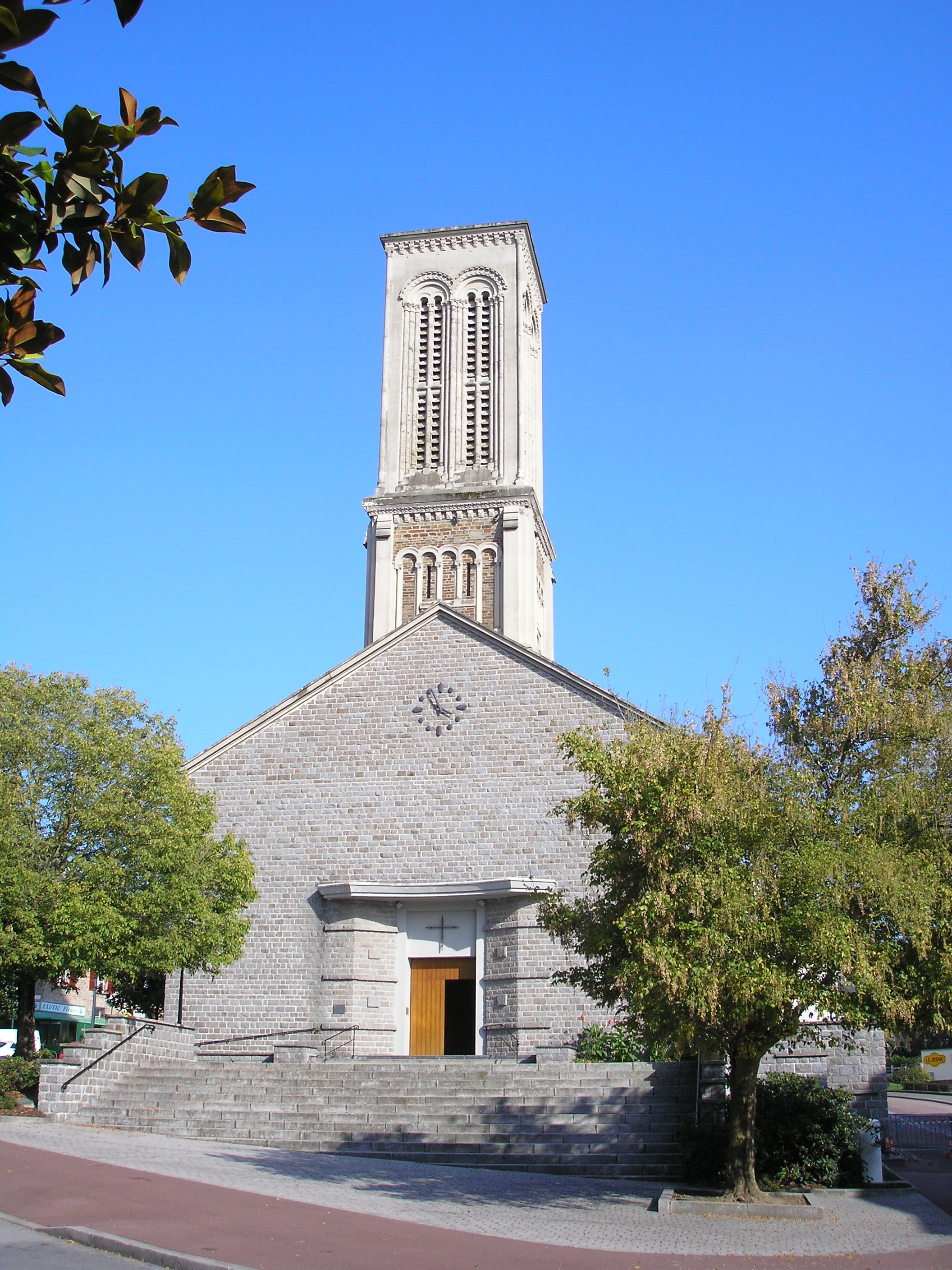
Kirche Saint-Sauveur
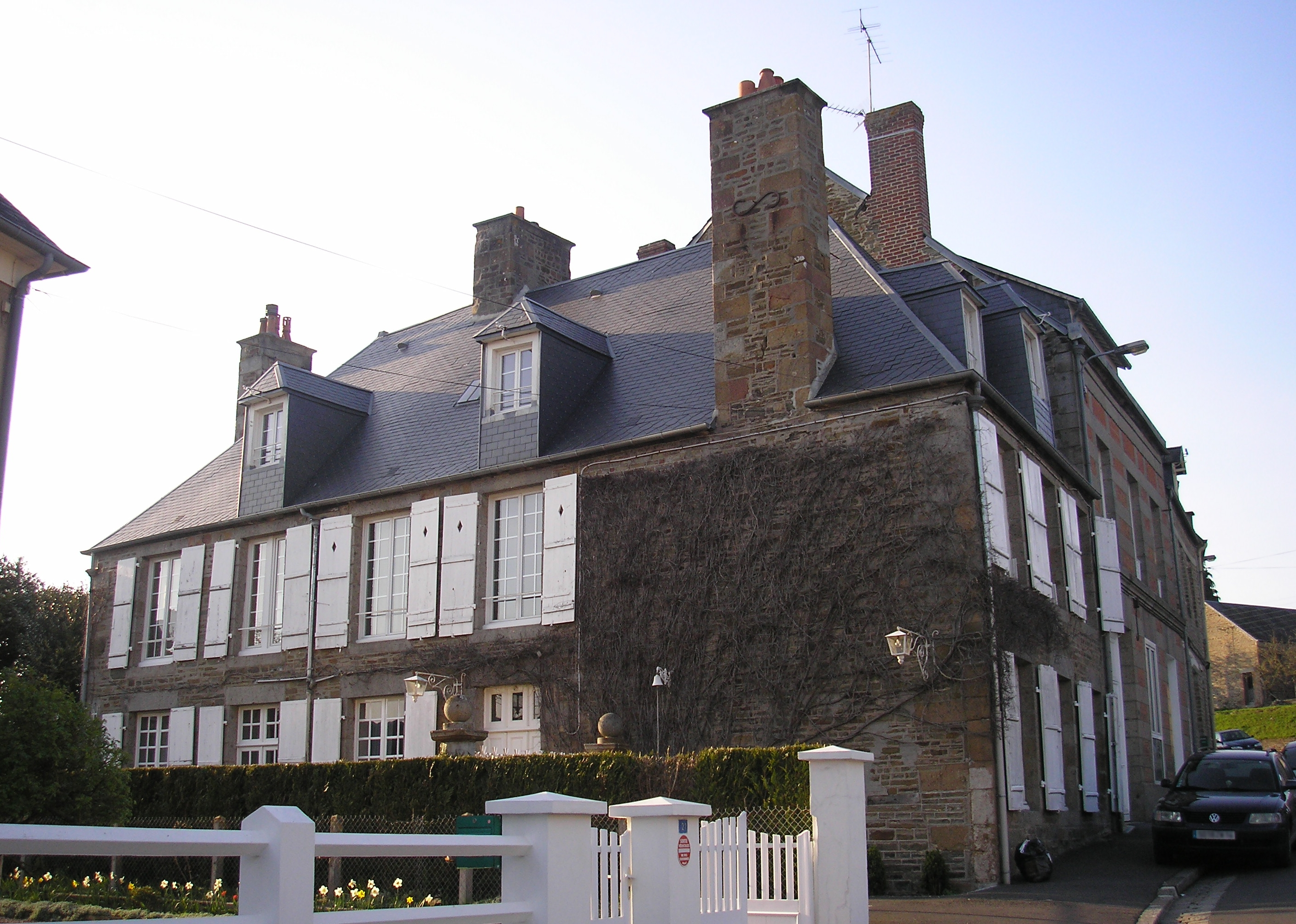
Örtliches Herrenhaus
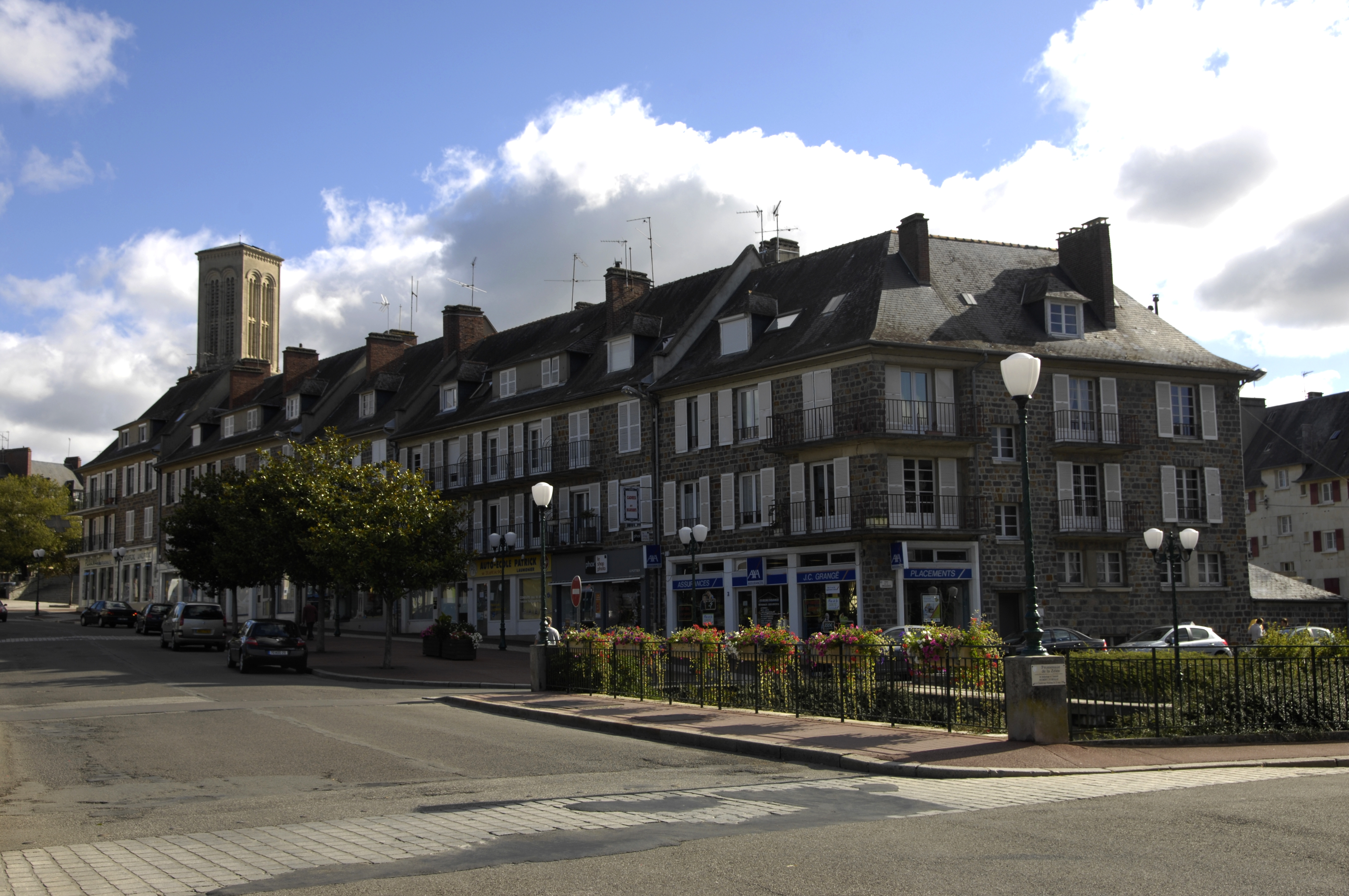
Typischer Straßenzug im Zentrum Condé-sur-Noireaus

## Gemeindepartnerschaften
Mit dem britischen Ross-on-Wye und dem italienischen Poggio Rusco bestehen Partnerschaften.

## Sport
Condé-sur-Noireau beheimatet den Frauenfußballverein FCF Condéen, der über Jahrzehnte in einer der beiden höchsten französischen Ligen spielte.

## Persönlichkeiten

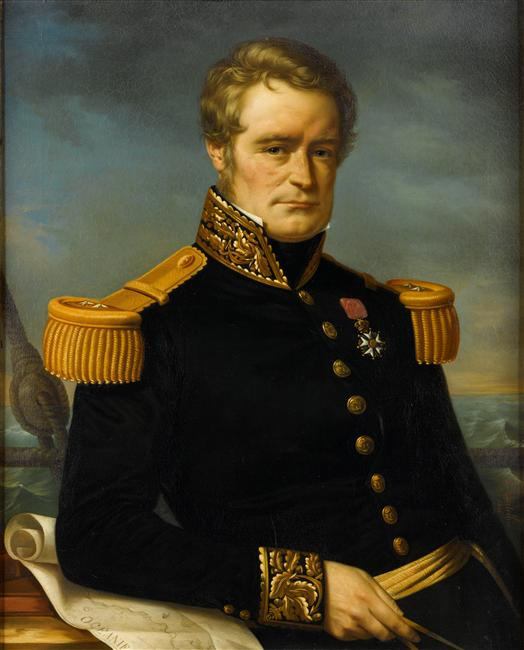
Jules Dumont d’Urville

- Jules Dumont d’Urville (1790–1842), Seefahrer und Polarforscher
- Raoul Urbain (1837–1902), Lehrer, Ratsmitglied während der Pariser Kommune 1871
- Théodore Garnier (1850–1920), Politiker und Priester
- Maximilien Vox (1894–1974), Schriftsteller und Typograf, Entwickler der „Formenklassifikation nach Vox“